# 未来のイヴ
『未来のイヴ』（みらいのイヴ、原題：L'Ève future）は、1886年に発表された、フランスの作家ヴィリエ・ド・リラダンによるSF小説で、作中に登場する人造人間に対して「アンドロイド」という呼称を最初に用いた作品と言われる。ギリシア神話の「ピュグマリオーン」を下敷きにした作品でもある。

## 概要
ヴィーナスの化身のごとき美貌をもちながら、卑俗な魂をもった歌姫アリシヤ。青年貴族エワルドはアリシヤを恋人にしながら、彼女の知性の欠如に絶望し、苦悩した。エディソン博士はエワルドのために、アリシヤの美を写した人造人間ハダリーを創造する。
本作は後の多くのSF作品に影響を与え、2000年代では押井守監督のアニメ映画『攻殻機動隊』の続編『イノセンス』に多く引用された。
主題にあるイヴは、神が人であるアダムの肉体から創造した存在である。また、人造人間の「ハダリー」という名前はペルシア語で「理想」を意味する。なお、エディソンのモデルはトーマス・エジソンではないと作者は語っている。

## 主な日本語訳
- 『未來のイヴ』 渡辺一夫訳、白水社、1937年
- 『未来のイヴ』 渡辺一夫訳、岩波文庫（上・下）、初版1938年（復刊1985年、1997年、2020年）

上巻：ISBN 978-4003254110、下巻：ISBN 978-4003254127
- 『未來のイヴ』 齋藤磯雄訳、東京創元社〈創元ライブラリ、窪田般彌解説〉、1996年、ISBN 978-4488070045
  - 元版『ヴィリエ・ド・リラダン全集 第2巻』 東京創元社、ISBN 978-4488018528
- 『未来のイヴ』 高野優訳、光文社古典新訳文庫、2018年、ISBN 978-4334753849